# Wilhelm Bartsch (Schriftsteller)

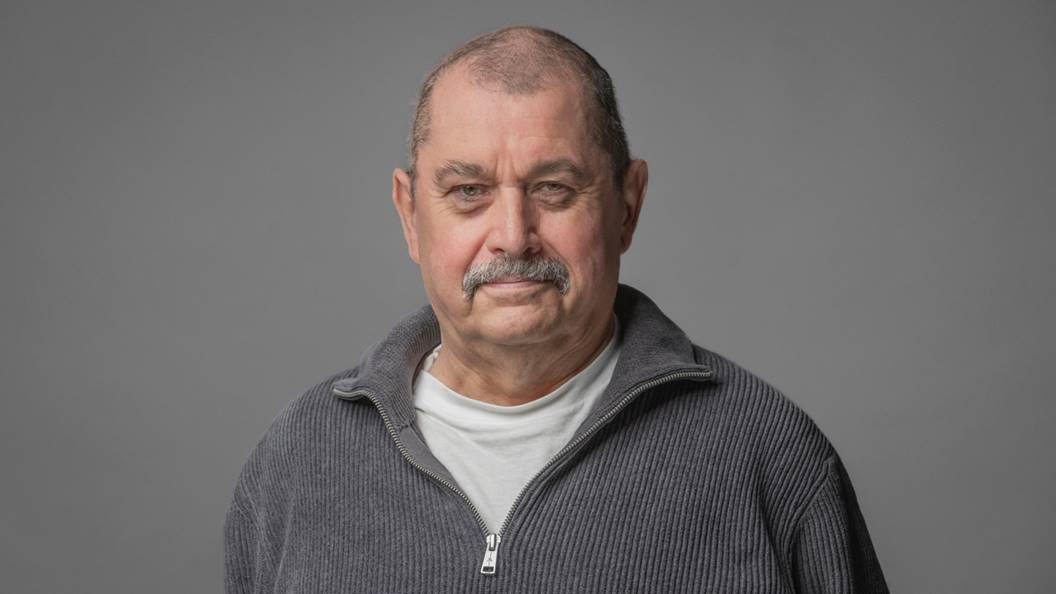
Wilhelm Bartsch

Wilhelm Bartsch (* 2. August 1950 in Eberswalde) ist ein deutscher Schriftsteller.

## Leben
Wilhelm Bartsch absolvierte nach dem Abitur 1969 eine Ausbildung zum Rinderzüchter. Anschließend studierte er bis 1978 Philosophie an der Universität Leipzig. Er absolvierte dort auch Sonderkurse 1987/88 und 1989/90 am Literaturinstitut Leipzig, wo er 1988 auch Dozent war.
Er übte diverse Tätigkeiten aus, unter anderem als Rinderzüchter und 1973 bis 1976 als Korrektor mit Teilfacharbeiterbrief bei der Freien Presse in Karl-Marx-Stadt. Seit 1976 lebt er in Halle (Saale). Dort arbeitete er als Dramaturg, Heimerzieher, Nachtwächter und Regieassistent und erwarb einen Facharbeiterbrief der Post im Briefverteilamt Halle. Seit 1986 ist er freiberuflich tätig.
Von 1994 bis 2009 hatte er einen Nebenwohnsitz in Rohna in Ostthüringen. In der Zeit zwischen 1982 und 1989 leitete er regelmäßig Literaturwerkstätten für Kinder, Jugendliche und Erwachsene, unter anderem in Halle, Bernburg und Naumburg, und war von 1993 bis 2019 Leiter der Literaturwerkstatt Sachsen-Anhalt Süd in Halle.
Wilhelm Bartsch nahm an zahlreichen Poesiefestivals teil, unter anderem in Armenien und Berg-Karabach, Bosnien, Bulgarien, Italien, Mazedonien, Niederlande, Polen, Ungarn, Schweiz und den USA.
Wilhelm Bartsch ist ordentliches Mitglied der Sächsischen Akademie der Künste, der Literarischen Gesellschaft Thüringens, der Internationalen Novalisgesellschaft, der Wolfgang-Hilbig-Gesellschaft und seit 2015 Ehrenmitglied der Union der Schriftsteller Armeniens.
Er war Mitglied des Verbandes Deutscher Schriftsteller, des Deutschen PEN-Zentrums, des Förderkreises der Schriftsteller in Sachsen-Anhalt und des Friedrich-Bödecker-Kreises. Er gehörte zur Orpheus-Autorengruppe.
Bis 2009 war Bartsch mit der Malerin und Grafikerin Susanne Berner (* 17. August 1949) verheiratet. Seitdem ist er mit Frauke Otto-Bartsch liiert.

## Werk
Wilhelm Bartschs Werk umfasst Lyrik, Prosa, Essays, theatrale Formen, einen Film und Nachdichtungen unter anderem aus dem Afrikaans, Armenischen, Bulgarischen, Englischen, Mazedonischen, Polnischen, Rumänischen, Russischen, Serbischen.
Er war mehrfach Herausgeber, gestaltete in den Achtziger Jahren auch Visuelle Poesie und Mail Art. Er verfasste zahlreiche Essays, Reden, Kritiken, Kolumnen, Glossen usw. in Büchern, Anthologien wie im „Jahrbuch der Lyrik“ und in Zeitschriften wie „Sinn und Form“, „neue deutsche literatur“, „Temperamente“, „Neue Rundschau“, „die horen“, „Ostragehege“, „Signum“, „Palmbaum“ oder „Ort der Augen“ und in Tages- und Wochenzeitungen und im Hörfunk.

## Kritik
Bartschs Band Poesiealbum 208 von 1985 bewertete Karl Corino im Hessischen Rundfunk mit den Worten „‚Kastrieren‘ heißt der daktylisch strukturierte, an die Hexameter der Ilias und Odyssee erinnernde Text, der das Schneiden der Jungschweine schildert. Auf Grund eigener Erfahrung in diesem Milieu darf ich versichern - der Mann versteht sein Handwerk. Als Kastrator wie als Versemacher.“
Florian Felix Weyh kommentierte Bartschs Romandebüt Meckels Messerzüge von 2012 wie folgt: „Wenn deutsche Leser die Verbindung zwischen Belletristik und Geschichte wirklich schätzen, dann sollte dieser späte Debütant Wilhelm Bartsch seinen erfolgreichen Kollegen Daniel Kehlmann auch an der Ladenkasse alt – pardon: jung! – aussehen lassen. Denn aus ‚Meckels Messerzügen‘ atmet das Wissen eines ganzen Jahrhunderts. Woher der sechzigjährige Lyriker das alles hat, weiß man nicht, aber er hat es. Und wir erleben staunend, wie sich aus einer ‚Missgeburtenlehre‘ große Literatur destillieren lässt.“
Über seinen Gedichtband Hohe See und niemands Land von 2024 schrieb Michael Kleeberg in der Frankfurter Allgemeinen Zeitung: „Wer sich wie ich für einen halbwegs gebildeten Menschen gehalten hat, der lernt hier einiges, von dem er noch nie gehört hatte“. Den Inhalt beschreibt der Rezensent mit: „Gemeinsame Anschauung des Schönen wie des Unnennbaren und die unzerstörbare Kraft des Bild gewordenen, des den Moment bannenden Wortes. Und natürlich ist da auch noch, wie immer bei Bartsch, der Humor, vom feinen Schmunzeln bis zum krachenden Witz, mit dem man, wie ein Hund die Nässe, die Verzweiflung aus dem Pelz schütteln kann.“ Das Fazit lautet: „Seinen Pairs gilt Bartsch schon längst als einer der originellsten und bedeutendsten Lyriker der Gegenwart.“ Der Journalist Lothar Müller ergänzte in seiner Laudatio zum Bremer Literaturpreis: „Das Buch […] heißt „Hohe See und niemands Land“. […] Zu Recht trägt es seinen Doppeltitel, der Land und Meer einander gegenüberstellt. Kein Ort, den es berührt, ist per GPS erreichbar. Es ist ein bedeutender deutscher Beitrag zum alten weltliterarischen Bündnis von Poesie und Kartographie, der Besiedelung von Land und Meer durch die Sprache der Einbildungskraft.“

## Preise und Stipendien

### Preise
- 1987 Brüder-Grimm-Preis der Stadt Hanau
- 1997 Literaturpreis der Stadt Wolfen
- 2000 Walter-Bauer-Preis der Städte Leuna und Merseburg
- 2007 Wilhelm-Müller-Preis des Landes Sachsen-Anhalt[4]
- 2024 Rainer-Malkowski-Preis[5]
- 2025 Literaturpreis der Stadt Bremen für den Gedichtband Hohe See und niemands Land

### Aufenthaltsstipendien
- 1984 Hans-Fallada-Haus Carwitz
- 1993/1994 Stadtschreiber von Halle (Saale)
- 1994 und 1999 Stichting Culturele Uitwisseling Amsterdam
- 1994 und 2000 Aufenthaltsstipendium des Schlosses Wiepersdorf
- 1996, Virginia Center for the Creative Arts, Sweat Briar, USA
- 2000 Stipendium der Konrad-Adenauer-Stiftung
- 2002 Stipendium der Stiftung Kulturfonds
- 2004 und 2020 Stipendium des Künstlerhofes Schreyahn
- 2015 Aufenthaltsstipendium Kunstverein Röderhof[6]

### Arbeitsstipendien
- 2000 Else-Heiliger-Fonds der Konrad-Adenauer-Stiftung
- 2007 Deutscher Literaturfonds Darmstadt
- mehrmals Stiftung Kulturfonds der neuen Bundesländer
- mehrmals durch die Kunststiftung Sachsen-Anhalt
- Teilnahme an Poesiefestivals unter anderem in Armenien und Berg-Karabach, Bosnien, Bulgarien, Italien, Mazedonien, Niederlande, Polen, Ungarn, Schweiz, USA

## Werke (Auswahl)
- Poesiealbum 208., Gedichte, Verlag Neues Leben Berlin 1985.
- Übungen im Joch., Gedichte, Aufbau Verlag Berlin 1986.
- Erdmute Warzenau. Kinderbuchverlag Berlin 1989.
- Vasko Popa: Die Botschaft der Amsel, 54 Nachdichtungen, Volk und Wissen Verlag Berlin 1989
- Gohei und der Dämon Tsunami. Kinderbuchverlag Berlin 1989, (Neufassung Halle 2005).
- Urnansche, das verschollene Lied seiner verschollenen Lieder., Text zu einem Künstlerbuch von Frieder Heinze, Leipzig 1989.
- Am nackten Arsch des Lichts – im wilden Dunkel., Text zu einem Künstlerbuch von Burghard Aust, Berlin 1991.
- mit Susanne Berner: Mein Name ist Frosch. Halleführer für Kinder. Verlag Janos Stekovics, Halle (Saale) 1991.
- Baron von Hackentrick und Gantz Edler Flick von Fasan. Verlag Janos Stekovics Halle (Saale) 1993.
- Rachab. Am tiefsten Ort unter dem Mond, Kinderbuch, Berlin und Erfurt 1992.
- Deutschland entdecken: Halle. Reiseführer, Greifenverlag Rudolstadt 1992.
- Gen Ginnungagap. Mitteldeutscher Verlag Halle (Saale) 1994.
- Wilhelm Bartsch. In: Hallesche Autorenhefte 2, Literaturbüro Sachsen-Anhalt Süd, Halle (Saale) 1996.
- Heldenlärm. Ein Buch um Dietrich von Bern. Verlag Janos Stekovics Halle (Saale) 1998.
- In Babel, Gedichte und CD, Halle 1998.
- mit Thomas Rug: Ganz am Rande. Rheinbach 2000.
- mit Dieter Gilfert: Hallorenkugelrund und federleicht. Mitteldeutscher Verlag Halle (Saale) 2001.
- Tanz auf dem Fünfmarkschein., Gedichte, Künstlerbuch mit Eric van der Wal, Bergen (Noord-Holland) 2001.
- Unter Null. Gedichte aus Amsterdam., Künstlerbuch, Edition Augenweide Bernburg 2001.
- Fritz im Netz. Ein Novalis-Programm., mit Ensemble creativ, Halle 2001.
- Ferrophonie., Gedichte und Performance, mit Ensemble creativ, Halle 2001.
- Die Rose aus der Taxuswand, Gedichte und Performance, mit Ensemble creativ Halle 2002.
- Gnadenorte Eiszeitwerften. Gedichte. Lyrikedition 2000, München 2003, ISBN 3-86520-012-5.
- Schwankende Gründe. Erzählungen. Wartburg Verlag, Weimar 2004, ISBN 3-86160-315-2.
- Geisterbahn. Gedichte 1978–2005. Verlag Janos Stekovics, Dößel 2005, ISBN 3-89923-109-0.
- Licht der Erde Salz des Himmels., Gedichte, Oberwiederstedt und Frankfurt/Main 2006.
- fabrica aliena., Gedichte und Performance, mit Ensemble creativ, Halle 2006.
- Spanschachtel. mit 157 Haikus, Verlag Janos Stekovics, Dößel 2008, ISBN 978-3-89923-176-2.
- mit Dieter Gilfert: Strich und Faden. Mitteldeutscher Verlag Halle (Saale) 2008.
- Mitteldeutsche Gedichte. Mitteldeutscher Verlag, Halle 2010, ISBN 978-3-89812-762-2.
- Meckels Messerzüge. Roman. Osburg Verlag, Berlin 2011, ISBN 978-3-940731-59-3 (2016 im Saga Egmont-Verlag Kopenhagen neu verlegt)
- Das bisschen Zeug zur Ewigkeit. Roman. Osburg Verlag, Berlin 2013, ISBN 978-3-95510-003-2 (2015 im Saga Egmont-Verlag Kopenhagen neu verlegt)
- Amerikatz. Roman. Osburg Verlag, Berlin 2015, ISBN 978-3-95510-098-8 (2016 im Saga Egmont-Verlag Kopenhagen neu verlegt)
- Frankenstein Monstrum. Gedicht. Edition Thurnhof, Mühlfeld 2017, ISBN 978-3-900678-38-3.
- Mein Springpunkt und Süßer Winkel. Gedichte, Edition Lyrikhaus, Joachimsthal 2018.
- Gotische Knoten. Zornige Gedichte. Gedichte, Quartus-Verlag, Bucha 2018, ISBN 978-3-943768-87-9.
- Neun Irrfahrten zu Hilbig, Essay. (als Nachwort zu Wolfgang Hilbig, Werke Band 7, Essays, Reden, Interviews, und zur Werkausgabe insgesamt, Seiten 690–758), S. Fischer Verlag, Frankfurt/Main 2021.
- Hohe See und niemands Land, Gedichte, Wallstein Verlag Göttingen 2024, ISBN 978-3-8353-5393-0

### Anthologien und Literaturzeitschriften (Auswahl)
- TEMPERAMENTE Blätter für junge Literatur. Verlag Neues Leben, Berlin. Hefte 4/1982, 1/1984, 4/1987.
- Hans Bender (Hrsg.): Was sind das für Zeiten. Deutschsprachige Gedichte der achtziger Jahre. Carl Hanser Verlag, München/ Wien 1988, ISBN 978-3-446-15297-7.
- Peter Geist (Hrsg.): Ein Molotow-Cocktail auf fremder Bettkante. Lyrik der siebziger/ achtziger Jahre von Dichtern aus der DDR. Reclam Verlag, Leipzig 1991, ISBN 978-3-379-00694-1.
- Jörg Kowalski/ Dagmar Winklhofer (Hrsg.): Diva in grau. Häuser und Gesichter in Halle. Mitteldeutscher Verlag, Halle/ Leipzig 1991, ISBN 978-3-354-00716-1.
- Roland Rittig/ Rüdiger Ziemann (Hrsg.): Prometheus 1982. Unbeliebte Kunst aus der DDR. Verlag Janos Stekovics, Halle/ Zürich 1995, ISBN 978-3-929330-48-9.
- Michael Braun/ Hans Thill (Hrsg.): Das verlorene Alphabet. Deutschsprachige Lyrik der neunziger Jahre. Verlag Das Wunderhorn, Heidelberg 1998, ISBN 978-3-88423-139-5.
- Ralph Grüneberger (Hrsg.): Poesiealbum neu. Leipzig. Ausgaben 1/2007, 2/2011, 1/2013.
- Karl Otto Conrady (Hrsg.): Das Buch deutscher Gedichte. Artemis & Winkler, Düsseldorf 2008, ISBN 978-3-538-04004-5.
- Gerhard Pötzsch (Hrsg.): Dichtung des 20. Jahrhunderts: Meine 24 sächsischen Dichter. 2 CDs, Militzke Verlag, Leipzig 2009, ISBN 978-3-86189-935-8.
- David/ Helen Constantine (Hrsg.): mpT. Modern Poetry in Translation, Series 3, Number 11: Frontiers. Oxford 2009, ISBN 978-0-9559064-1-1.
- Elisabeth Paefgen/ Peter Geist (Hrsg.): Echtermeyer: Deutsche Gedichte. Cornelsen Verlag, Berlin 2010, ISBN 978-3-06-061932-0.
- Michael Braun/ Hans Thill (Hrsg.): Lied aus reinem Nichts. Deutschsprachige Lyrik des 21. Jahrhunderts. Verlag Das Wunderhorn, Heidelberg 2010, ISBN 3-88423-326-2.
- Ron Winkler (Hrsg.): Die Schönheit ein deutliches Rauschen. Ostseegedichte. Connewitzer Verlagsbuchhandlung, Leipzig 2010, ISBN 978-3-937799-43-8.
- Michael Braun/ Hans Thill (Hrsg.): Aus Mangel an Beweisen. Deutsche Lyrik 2008-2018. Verlag Das Wunderhorn, Heidelberg 2018, ISBN 978-3-88423-601-7.
- Jürgen Engler (Hrsg.): Lyrische Menschenkunde. Die Andere Bibliothek (Band 456), Aufbau Verlage, Berlin 2022, ISBN 978-3-8477-0456-0.
- Nancy Hünger/ Ron Winkler (Hrsg.): Thüringen im Licht. Gedichte aus fünfzig Jahren. Wartburg Verlag, Weimar 2015, ISBN 978-3-86160-399-3.

### Als Herausgeber (Auswahl)
- mit Thomas Kupfer (Hrsg.): Zwischen Staatsmacht und Selbstverwirklichung. Halle 1998.
- mit Elisabeth Graul, Erich-Günther Sasse und Adelbert Schwarz (Hrsg.): Die dünne dunkle Frau. Oschersleben 2000.